# Fagersjö, Nynäshamns kommun
Fagersjö  är en ort i Sorunda socken i Nynäshamns kommun i Stockholms län. Fagersjö ligger direkt väster om Grödby och strax söder om Fagersjön. Bebyggelse har av SCB sedan 1995 avgränsats till en småort.